# 왕규 (1142년)
왕규(王珪, 1142년 ~ 1228년)는 고려 중기 ~ 후기의 문신이다. 자는 숙개(叔玠), 시호는 장경(莊敬), 초명(初名)은 승로(承老)이다. 본관은 개성. 태조의 종제 영해공(寧海公) 왕만세(王萬歲)의 7대손인 문하시중(門下侍中) 왕충(王冲)의 아들이다. 무신정변 때 어머니를 뵈러 내려갔다가 극적으로 목숨을 구하였고, 이의방의 견제를 받았으나 본처와 이혼하고 정중부의 사위가 되었다.

## 생애
그는 태조의 사촌인 고려 개국공신 왕만세의 7대손인 시중 왕충의 아들이었다. 7세에 효령태자의 학우(學友)가 되었는데, 용모가 잘생기고 총명하였다.
17세에 아버지 왕충을 여의었으나 의종 때 음서로 관직에 올랐다. 군기주부동정(軍器注簿同正)으로 시작하여 병부원외랑(兵部員外郎)과 어사대의 전중시어사(殿中侍御史) 등을 역임했다. 의종 말년에 다시 전중시어사(殿中侍御史)가 되었는데 1170년(의종 24) 정중부·이의방의 난에는 마침 어머니를 뵈러 가서 현장에 없었기 때문에 목숨을 건졌다. 명종 때에는 남경유수(南京留守)로 일을 잘하여 이름이 높았다. 1173년(명종 3) 가을에 동북면병마사(東北面兵馬使) 김보당 등이 정중부·이의방 등을 치고, 쫓겨난 의종을 모시려다가 실패하여 잡혀 죽은 일이 있었다. 왕규의 처는 이지무(李之茂)의 딸인 바 이지무의 아들 이세연(李世延)은 김보당의 매부인지라 이 통에 붙잡혀 죽었다.
이때 이의방은 왕규도 죽여 버리고자 하였으나 정중부가 그를 자기 집에 숨겨주어서 살아났다. 그 집에 숨어 있는 동안 마침 과부로 있던 정중부의 딸이 왕규에게 반해서 두 사람은 정을 통하게 되니 왕규는 처를 버리고 이 여자와 살림을 하였다. 이리하여 그는 정중부의 사위가 되었고 이의방이 죽은 후에 다시 벼슬에 나서서 사신으로 금나라에 다녀왔다. 신종 때에 중서문하평장사(中書門下平章使)까지 이르러 사임하였다. 사후 장경(莊敬)의 시호가 내려졌다.

## 가계
- 조부 : 현종(顯宗, 992~1031 재위: 1009~1031)
- 조모 : 한훤영(韓萱英) - 양주(楊州) 사람으로 평장사(平章事) 한인경(韓藺卿)의 딸.
  - 아버지 : 왕충(王冲, 1078~1159)
  - 어머니 : 부인 유씨(婦人 劉氏) - 덕종의 딸
  - 어머니 : 최씨(崔氏)
    - 문신 : 왕규(王珪, 1142~1228)
    - 부인 : 인천 이씨(仁川 李氏)
    - 부인 : 해주 정씨(海州 鄭氏)
- 장인 : 정중부(鄭仲夫)
- 장모 : 미상

## 같이 보기
- 정중부